# Entre Ríos (Tarija)
Entre Ríos – miasto w Boliwii, w departamencie Tarija, w prowincji Burnet O' Oconnor.